# Český Rudolec
Český Rudolec (německy Böhmisch Rudoletz) je obec v okrese Jindřichův Hradec v Jihočeském kraji, historicky jedna z nejzápadnějších obcí Moravy, leží přímo při historické česko-moravské hranici. Nějakou dobu se proto obec jmenovala i Moravský Rudolec.[chybí lepší zdroj] Větší obec původně s německým obyvatelstvem, po vzniku Československa v roce 1918 se silnou českou menšinou. Po osvobození v roce 1945 a vysídlení Němců zde žije české obyvatelstvo.
Sídlem obce je vesnice Český Rudolec, k obci patří dalších 9 vesnic a osad. Ve všech částech obce žije 871 obyvatel. Leží 8,5 km severozápadně od Slavonic v nadmořské výšce 511 m v Rudoleckém průlomu Javořické vrchoviny. Obec vznikla na soutoku Bolíkovského potoka, který je pravým přítokem Moravské Dyje, s potokem Radíkovským. U zámku a na Radíkovském potoce byly založeny rybníky. Ve vesnici Český Rudolec se nachází 175 domů (2012) obydlených z větší části trvale bydlícími obyvateli.

## Historie
První písemná zmínka o vsi je z roku 1343 (ecclesiam in Rudolfs), Ještě v polovině 19. století se obec jmenovala Rudoletz nebo Böhmisch Rudoletz. Až do roku 1849 byla ves vždy sídlem panství. Podle vceňovacího operátu žilo v roce 1843 ve vesnici 547 obyvatel v 83 domech a 128 domácnostech. Desátky byly odváděny panství Český Rudolec a faře ve Slavonicích. Na katastru vsi byl vrchnostenský dvůr. Na týdenní pondělní trhy se jezdilo z Českého Rudolce do Slavonic.
Český Rudolec byl před první světovou válkou jako sídlo velkostatku významným zemědělským střediskem dačického politického okresu. Zemědělství tvořilo ostatně páteř celého regionu, ve kterém se jen velmi pomalu a obtížně prosazovaly průmyslové podniky. Na přelomu století patřilo ke zdejšímu velkostatku majitele Reinharda Picchioniho pět dvorů, lihovar, dva mlýny s pilou a jedna samostatná pila. Velkostatek tak patřil k největším a nejrozvinutějším v celém okrese. Obec byla elektrifikována připojením na síť ZME Brno v roce 1932.
V letech 1938 až 1945 byl Český Rudolec v důsledku uzavření Mnichovské dohody přičleněn k nacistickému Německu.
V roce 2015 zde zahájil činnost pivovar.

## Pamětihodnosti

### Tvrz a zámek
Jistým symbolem obce je zdejší zámek, který se v roce 2009 začal rekonstruovat. První přímá zpráva o tvrzi v Rudolci, vzpomínaném roku 1343 v souvislosti s místním farním kostelem, je z roku 1353; tehdy náležela vladykům z Rudolce. V roce 1406 ji předal markrabě Jošt Vilémovi z Miličína a přitom zbavil zboží lenního závazku. V roce 1446 přepustil Beneš z Miličína Rudolec spolu s Lidéřovicemi, Markvarcem, Radíkovem, Klenovou (zaniklá), Kadolcem, Leštnicí (zaniklá), Lipnicí a Němčicemi Janu Crhovi z Dolan. Jako další majitelé Rudolce se uvádějí Václav z Maříže (1464) a Jan z Osečan, který ji vyženil roku 1499.
Po jeho smrti přešla tvrz v rámci příbuzenských svazků v polovině 16. století na Hodické z Hodic, kteří ji přestavěli renesančně. V roce 1630 prodala Kateřina z Hodic Rudolec s tvrzí a některými dalšími statky moravskému císařskému hejtmanu Ferrantu Coquiovi. Majitelé se pak střídali v rychlém sledu.
Ještě na konci 17. století – za Trautsonů – byla rudolecká tvrz přestavěna barokně.
V roce 1860 ji zničil velký požár a to se stalo impulsem pro přestavbu objektu ve stylu tudorovské novogotiky. Majitelem velkostatku byl tehdy Angelo Picchioni, který sám vypracoval plán přestavby. Od druhé světové války  zámek chátral, i když ještě v 70. letech byla opravena střecha.
Obcí prochází Graeslova (Grázlova) naučná stezka a z návrší nad obcí, od hřbitovní kaple Sv. Kříže (z roku 1761), je krásný výhled do okolí.
V katastru obce se nachází i Rudolecký rybník, který se dříve jmenoval Pilský (Saagteich) a dnešní Pilský rybník byl bezejmenný.

### Škola
První zmínka o škole je z roku 1670, ale ta uvádí, že "je zpustlá a bez učitele, stojí u hřbitova a je bez střechy". V roce 1749 tato škola i s farou vyhořela. Nová budova byla vystavěna v roce 1756. Teprve v roce 1788 však byla jednotřídní škola ve vesnici opět zřízena. V roce 1878 byla postavena nová školní budova a škola rozšířena na dvoutřídní. V Českém Rudolci byla původně škola i pro obce Markvarec, Lipnice a Horní Radíkov, od roku 1804 i pro osadu Nová Ves. Po vzniku Československa byla pro žáky české menšiny zřízena v roce 1920 česká jednotřídní obecná menšinová škola. V polovině 20. let 20. století byla postavena nová čtyřtřídní česká měšťanská škola, která zde působila do roku 1938, kdy po okupaci pohraničí nacistickým Německem bylo české školství zrušeno. Česká měšťanka byla přeložena do Heřmanče a budova byla zabrána pro německou měšťanku a další německé instituce. Budova byla v květnu 1945 poškozena, když zde byl umístěn lazaret německého zajateckého tábora. České školství v obecné a měšťanské škole bylo obnoveno po osvobození v roce 1945. Základní škola s ročníky 1. až 9. je zde dodnes.

### Ostatní pamětihodnosti
- Kostel Narození svatého Jana Křtitele
- Kaple svatého Kříže na hřbitově
- Náhrobní litinové desky a kříže z bolíkovských železáren
- Boží muka u cesty do Slavonic
- Socha svatého Jana Nepomuckého z roku 1736 na návsi
- Jednopatrová budova bývalého renesančního pivovaru čp. 77
- Obec je uvedena na Komenského mapě Moravy z roku 1627
- U kostela čtyři lípy srdčité ve stáří přes 350 let

## Rodáci
- Hans Fenz (*1879 – † po roce 1927), rakouský architekt

## Galerie

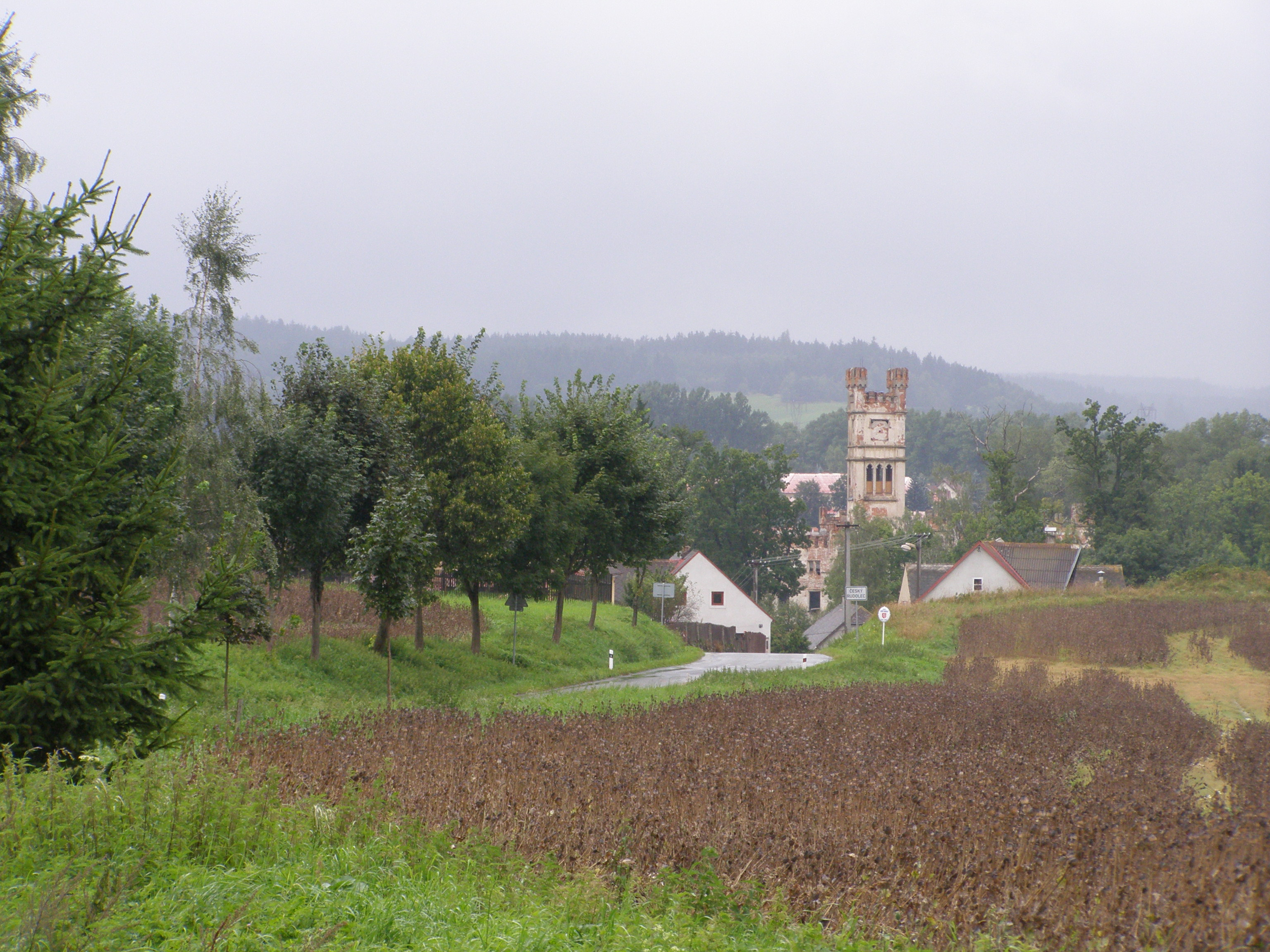
Příjezd od Slavonic
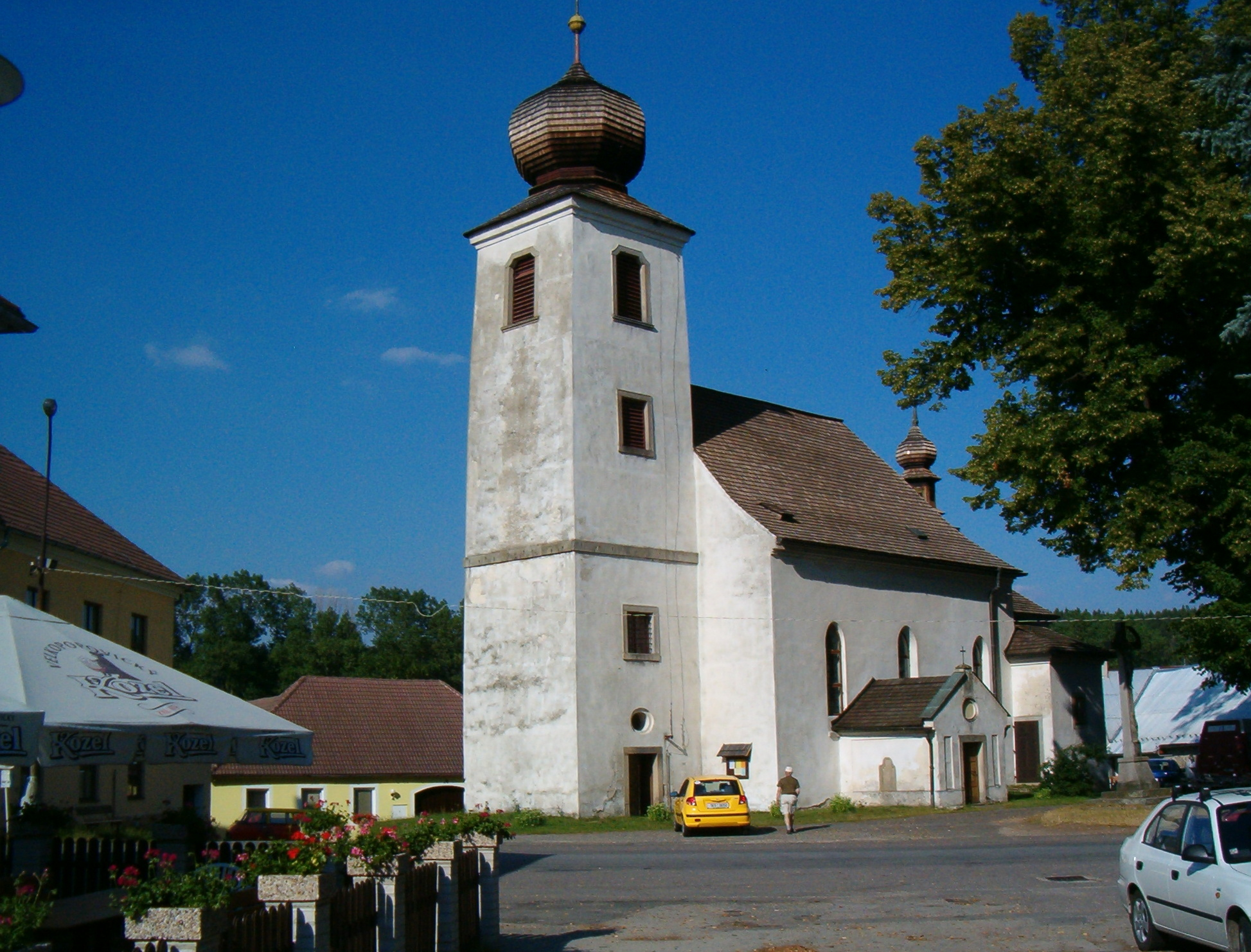
Kostel Narození sv. Jana Křtitele
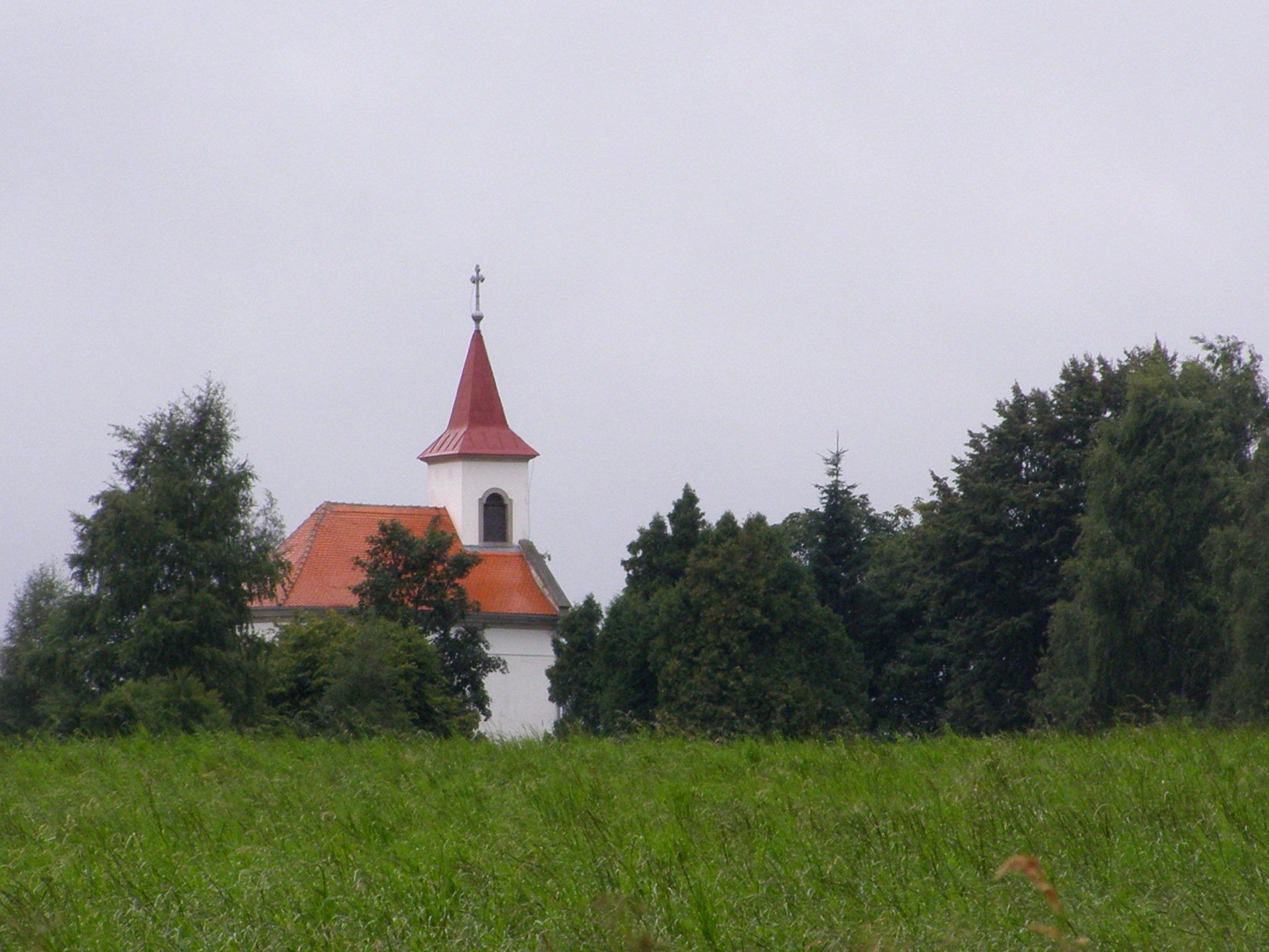
Kaple svatého Kříže
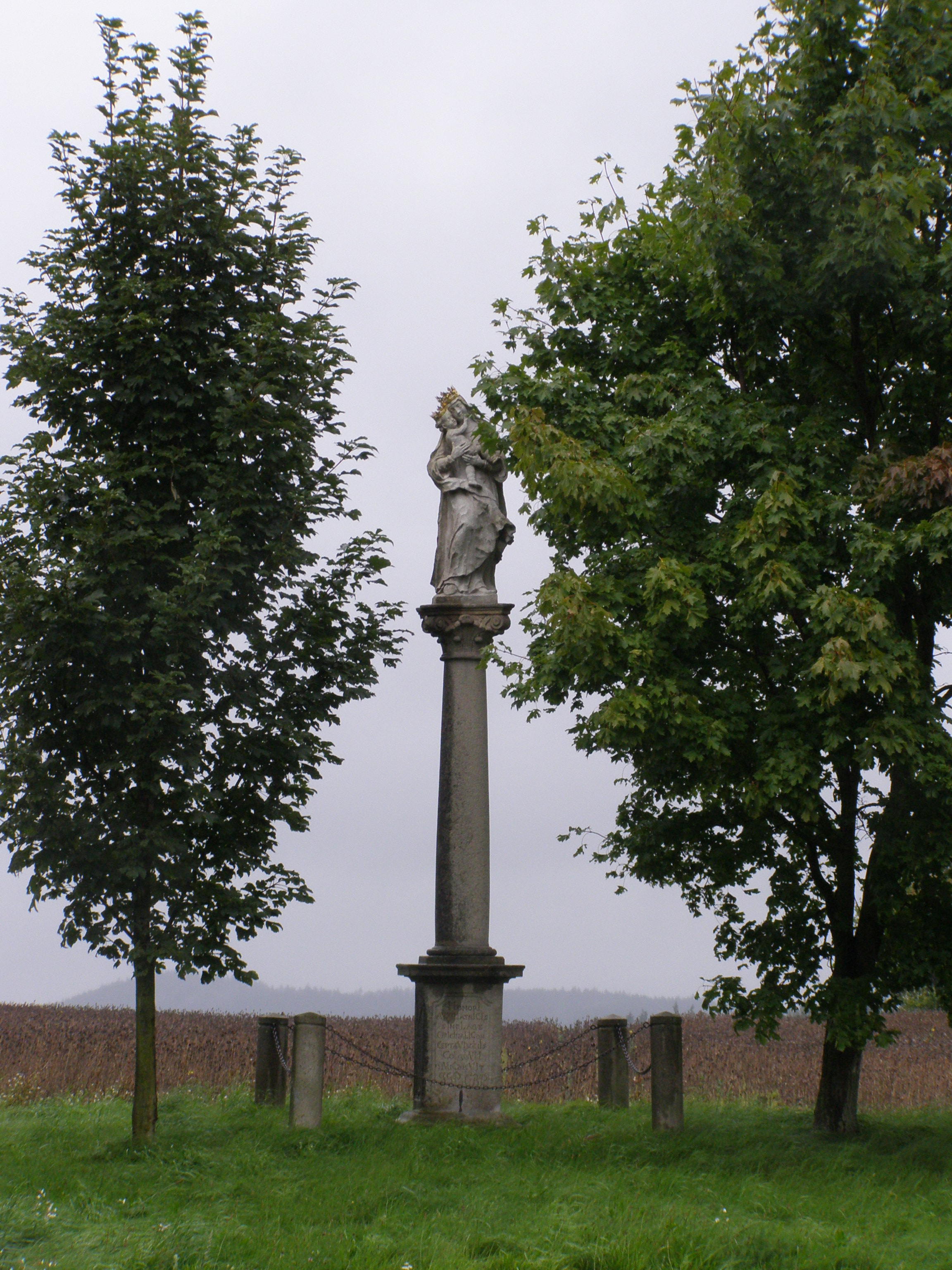
Sloup Panny Marie Pomocné
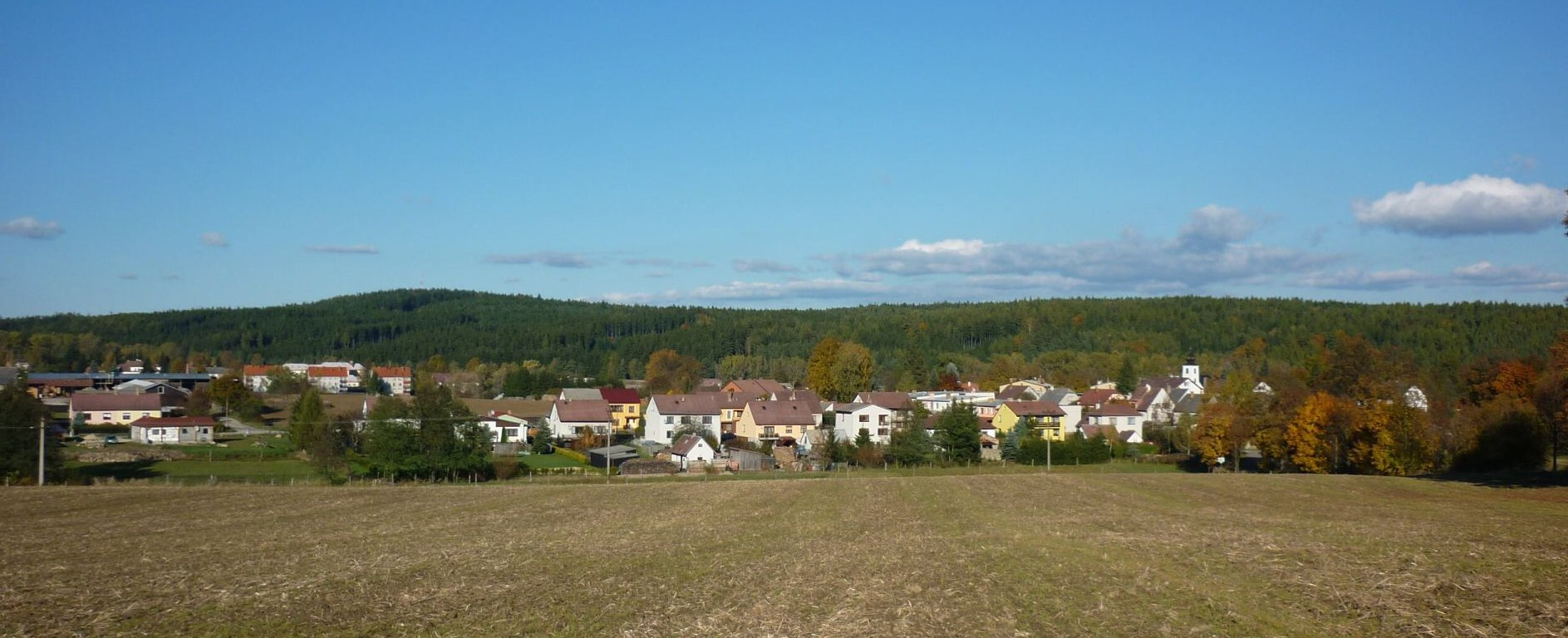
Český Rudolec – pohled z cesty od Penikova
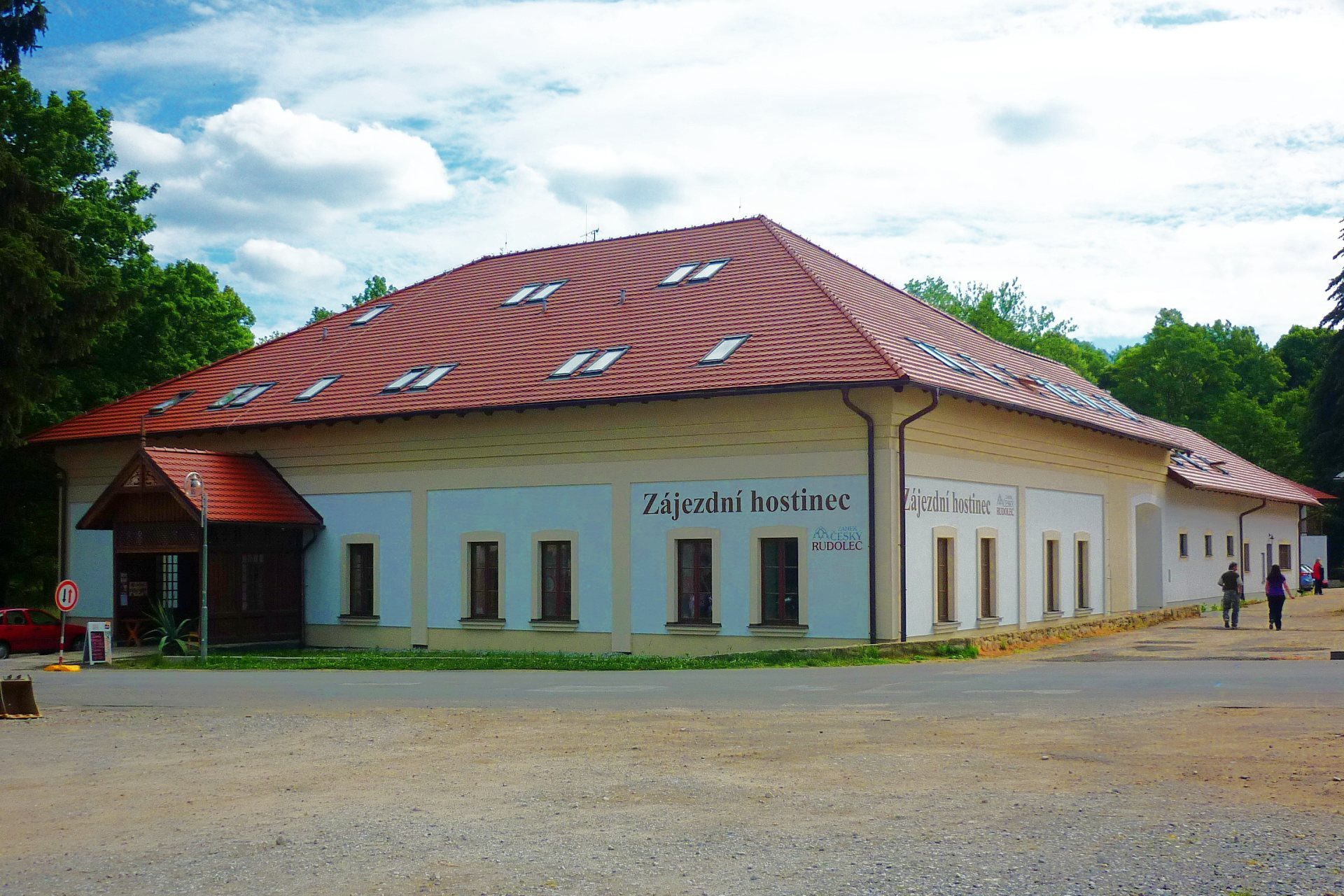
Zájezdní hostinec naproti zámku v Českém Rudolci
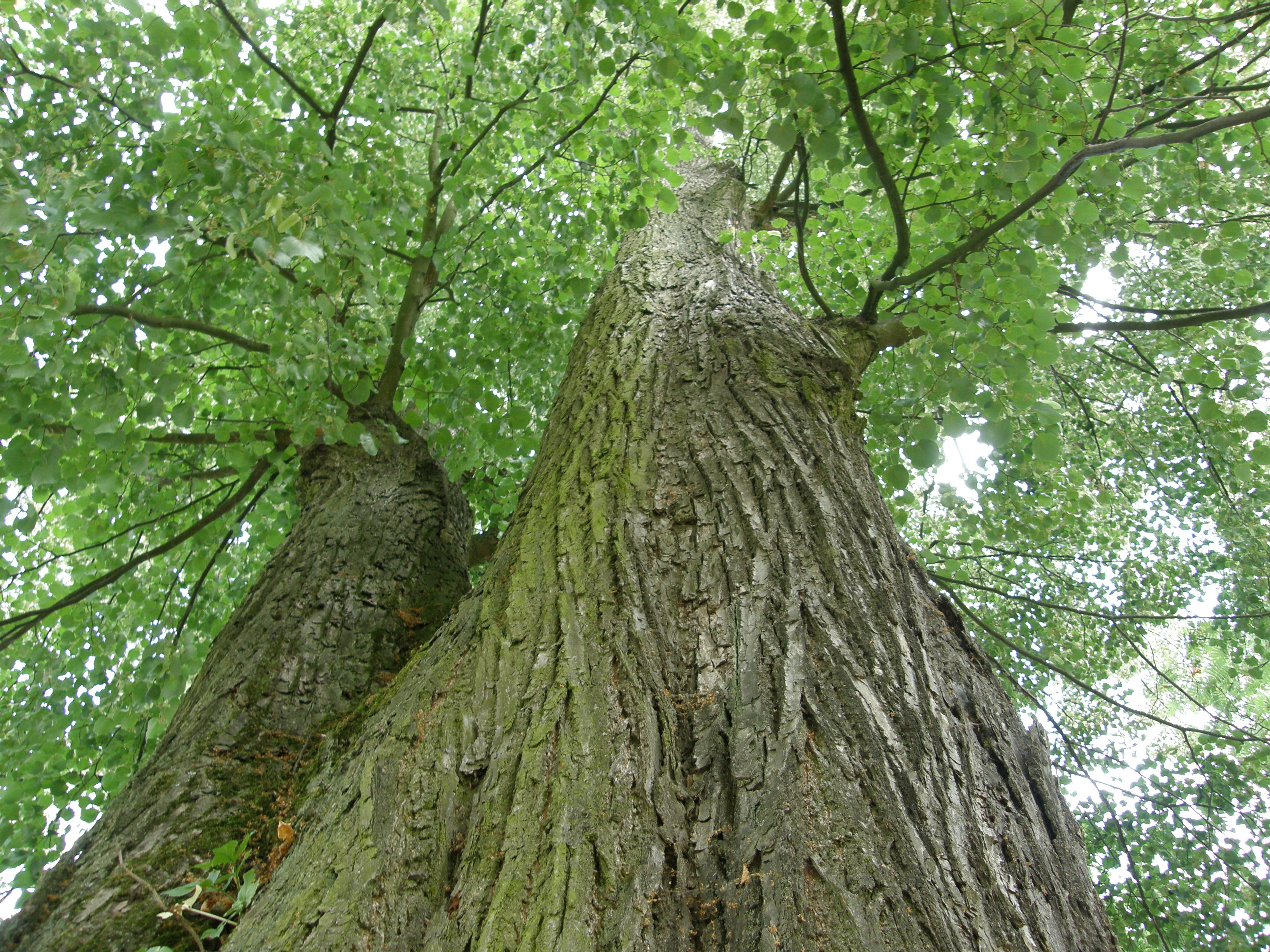
Památné stromy Lípy u Rudoleckého kostela

## Části obce
Obec český Rudolec se skládá z deseti částí na osmi katastrálních územích.
- Český Rudolec (i název k. ú.)
- Horní Radíkov (i název k. ú.)
- Lipnice (k. ú. Lipnice u Markvarce)
- Markvarec (i název k. ú.)
- Matějovec (i název k. ú.)
- Nová Ves (leží v k. ú. Dolní Bolíkov – Nová Ves)
- Nový Svět (leží v k. ú. Dolní Radíkov)
- Radíkov (k. ú. Dolní Radíkov)
- Rožnov (leží v k. ú. Matějovec)
- Stoječín (i název k. ú.)